# Suore della misericordia dell'Unione di Gran Bretagna
Le Suore della Misericordia dell'Unione di Gran Bretagna (in inglese Sisters of Mercy of the Union of Great Britain; sigla R.S.M.) sono un istituto religioso femminile di diritto pontificio.

## Storia
Le origini dell'istituto si ricollegano a quelle della suore della misericordia fondate nel 1831 a Dublino da Catherine McAuley.
Le case sui iuris e le rispettive filiali di suore della misericordia dell'arcidiocesi di Westminster furono riunite dalla Santa Sede in un'unica congregazione religiosa centralizzata il 24 marzo 1922 e negli anni '50 del XX secolo vi aderirono anche altre comunità inglesi delle diocesi di Plymouth, Nottingham e scozzesi; quelle della provincia ecclesiastica di Bimingham furono riunite in una congregazione nel 1931 e in seguito vi aderirono altre comunità delle diocesi di Clifton e Menevia.
Le congregazioni di Wesminster e Birmingham si fusero l'8 dicembre 1975 dando inizio all'Unione di Gran Bretagna.

## Attività e diffusione
Le suore si dedicano a opere in campo educativo, assistenziale e sociale.
Oltre che in Gran Bretagna, sono presenti in Sudafrica; la sede generalizia è presso il St. Edward's Convent, in Harewood Avenue, a Londra.
Alla fine del 2015 l'istituto contava 139 religiose in 32 case.